# Rifugio Maria Luisa
Il rifugio Maria Luisa è un rifugio alpino situato in alta val Formazza nella provincia del Verbano-Cusio-Ossola, a 2157 m s.l.m..

## Storia
Il rifugio è entrato in funzione il 5 dicembre 1937 e inaugurato ufficialmente l'8 dicembre 1939, deve il suo nome a Maria Luisa Milani, moglie del primo presidente della sezione del Club Alpino Italiano di Busto Arsizio Piero Monaco, che volle la realizzazione del rifugio per valorizzare la zona e ricordare la consorte scomparsa.

## Caratteristiche e informazioni
Dispone di 70 posti letto ed è di proprietà del CAI di Busto Arsizio. È situato non lontano dal Lago Castel.

## Accessi
L'accesso al rifugio avviene da Riale.

## Ascensioni
- Basòdino - 3.273 m
- Kastelhorn - 3.128 m
- Punta di Valrossa - 2.968 m

## Traversate
- Rifugio 3A (2.960 m)
- Rifugio Città di Busto (2.480 m)
- Rifugio Cesare Mores (2.515 m)[4]
- Rifugio Somma Lombardo (2.561 m)
- Rifugio Margaroli (2.194 m)
- Rifugio Miryam (2.050 m)
- Binntalhütte (2.265 m)

## Il riconoscimento SIC
Il rifugio M.Luisa (Alta Val Formazza) (IT1140004) è l'area montana attorno al rifugio riconosciuta come Sito di interesse comunitario (SIC) per le sue preziose peculiarità naturali.
Già dal 1978 era stata ipotizzata la creazione in quest'area, di un Giardino alpino ad opera dell'Università di Pavia e del naturalista Don Piero Silvestri (1931 - 1992).

## Galleria d'immagini

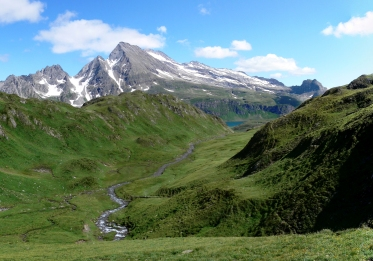
Valletta sopra il rifugio Maria Luisa.
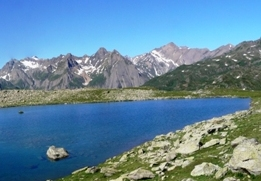
Uno dei Laghi Boden sopra il rifugio Maria Luisa.